# Ssangmun-dong
Ssangmun-dong (en coréen : 쌍문동) est un quartier (dong) de Dobong-gu à Séoul en Corée du Sud.

## Nom
Le nom du quartier signifie littéralement « deux portes » et tire son origine de la présence, autrefois, de deux yeolnyeomun — des portails honorifiques érigés en l'honneur de femmes vertueuses, appelées yeolnyeo.

## Dans la culture populaire
Ce lieu sert fréquemment de décor à de nombreuses séries télévisées sud-coréennes en raison de ses ruelles anciennes et de ses bâtiments traditionnels. Le quartier acquiert une notoriété internationale avec la comédie dramatique Reply 1988 et à la série Netflix Squid Game,.